# Manuel Bosser
Manuel Bosser i Biosca (Barcelona, 18 de febrer de 1893 - 2 de febrer de 1978) va ser compositor i director musical.

## Biografia
Es va dedicar fonamentalment a la direcció d'entitats corals, com l'escola l'Orfeo Martinenc (1910), Orfeo Tianense de Tiana (1919), l'Orfeó Cossetània de Vilanova i la Geltrú(1926) i l'Orfeó La Unió Sitgetana, aquesta última va ser impulsada i presentada en públic el 24 d´octubre de 1925 pel músic i compositor Gabriel Pallarès i Roig
Va compondre obres per a cant i piano, corals i teatrals.